# Маклейн, Бриттани
Бриттани Маклейн (англ. Brittany MacLean; род. 3 марта 1994 года, Торонто, Канада) — бывшая канадская пловчиха, выступала в плавании вольным стилем на средние дистанции (200, 400, и 800 метров). Бронзовый призёр Олимпийских игр 2016 года в эстафете 4x200 м в/с.
Дебютировала в составе сборной страны на Чемпионате мира в 2011 году. Она финишировала седьмой на Олимпийских играх 2012 в заплыве на 400 метров вольным стилем.
Тренировалась в университете Джорджии.

## Личные рекорды
- 200 метров вольным стилем: 1:58,09
- 400 метров вольным стилем: 4:05,06
- 800 метров вольным стилем: 8:33,70[4]